# WISEA J103645.68+141011.6
WISEA J103645.68+141011.6 ist eine Radiogalaxie im Sternbild Löwe auf der Ekliptik. Sie ist schätzungsweise 2,4 Milliarden Lichtjahre von der Milchstraße entfernt und hat einen Durchmesser von etwa 185.000 Lichtjahren. Vom Sonnensystem aus entfernt sich das Objekt mit einer errechneten Radialgeschwindigkeit von näherungsweise 54.000 Kilometern pro Sekunde.
Im selben Himmelsareal befinden sich unter anderem die Galaxien PGC 31435, PGC 31594, PGC 1441790, PGC 1449809.